# منغستو ووركو
منغستو ووركو لاعب كرة قدم إثيوبي لعب لمنتخب بلاده في حقبة الستينيات وشارك معه في دورات عديدة لكأس الأمم الأفريقية. و يحمل في رصيده عشرة أهداف لأثيوبيا في بطولات كأس الأمم الأفريقية سجلها أعوام 1962 - 1963 - 1968 - 1970.

## روابط خارجية
- منغستو ووركو على موقع الاتحاد الدولي (مؤرشف)  (الإنجليزية)
- منغستو ووركو على موقع قاعدة بيانات كرة القدم.إي يو (الإنجليزية)
- منغستو ووركو على موقع ناشيونال فوتبول تيمز (الإنجليزية)
- منغستو ووركو على موقع عالم كرة القدم.نت (الإنجليزية)